# Фоцена вакіта
Фоцена вакіта, або фоцена каліфорнійська, морська свиня каліфорнійська, вакіта (Phocoena sinus) — вид ссавців роду Фоцена (Phocoena) з родини фоценових (Phocoenidae) ряду китоподібних.

## Опис
Середня довжина самців: 134,9 см. Середня довжина самиць: 140,6 см. Діапазон мас: від 30 до 55 кг. Кількість зубів 34–40.
Має темно-сіру спину і блідо-сірі боки, що переходять у білий низ, та яскраво виражені великі чорні кільця навколо очей і рота. Спинний плавник пропорційно вищий ніж у інших фоцен і має форму наближену до трикутника але трохи викривлений назад. Юні особини також мають білі плями на спинних плавниках. Вакіти фізично схожі на інших фоцен але тонші. Це пояснюється їх проживанням у теплішому середовищі.

## Поширення
Проживає тільки в північній частині Каліфорнійської затоки (Мексика), в основному на північ від 30º45' пн.ш. і на захід від 114º20' зх.д. Так звана «центральна зона» складається з близько 2500 квадратних кілометрів. Цей морський вид живе у відносно мілкому (<40 м), мутному і динамічному середовищі. Найчастіше їх можна побачити у воді на глибинах від 11 до 50 метрів, на віддалі від 11 до 25 км від берега, над мулистим та глинястим дном.

## Поведінка
Ледь порушує поверхню води, коли дихає, а потім швидко зникає. Живиться різноманітними придонними або донними рибами, кальмарами і ракоподібними. Можна зустріти як одинокі особини, так і невеликі групи тварин, до 8–10 особин (середнє значення = 2), але багато таких груп можуть вільно об'єднуватися протягом коротких періодів. Як і інші китоподібні видає високочастотні клацання, які використовує для ехолокації.

## Відтворення
Є яскраво виражений сезонний характер відтворення. Період спарювання з середини квітня по травень, період вагітності приблизно 10,6 місяців. Пологи відбуваються на початку наступного березня. P. sinus не мають щорічної овуляції, таким чином, вони не народжують щорічно. Самиці мають одне дитинча на одну вагітність і вигодовують дитя молоком менше одного року. Одна з тварин, за оцінками, прожила 21 рік. Статева зрілість, як вважають, досягається у віці від трьох до шести років.

## Загрози та охорона
Смертність у зябрових різного розміру сітках вже давно визнана як найсерйозніша і безпосередня загроза для виживання. До інших потенційних загроз належать ендогамна депресія, вплив пестицидів і екологічні зміни внаслідок зменшення потоку з річки Колорадо. Остання небезпека може мати важливе значення в довгостроковій перспективі й заслуговує на вивчення.
Тільки близько половини «основної» області поширення знаходиться в межах Біосферного заповідника верхньої Каліфорнійської затоки і дельти річки Колорадо, який був створений в 1993 році.
Вважається, що є реальна загроза зникнення цього виду тварин